# Lost and Found (Mudvayne)
Lost and Found è il terzo album in studio dei Mudvayne, ed è uscito nel 2005 col singolo Determined. Il disco ricorda le atmosfere di L.D. 50 e, in parte, di The End of All Things to Come, ma, nel suo complesso, è un prodotto originale e, come tale, difficilmente inquadrabile all'interno di uno stile musicale univoco. Il disco spazia dal crossover al nu metal mantenendo, però, una solida base Thrash metal bay area style.

## I brani
Dall'album sono stati estratti con relativi video i singoli Determined, Happy?, Forget To Remember e Fall Into Sleep.
La canzone Determined è stata inserita nel videogioco Need for Speed: Underground 2 e Forget to Remember è stata utilizzata come colonna sonora del film Saw II - La soluzione dell'enigma, il video ripercorre inoltre alcune scene del film.

## Tracce
1. Determined – 2:39
2. Pushing Through – 3:28
3. Happy? – 3:37
4. IMN – 5:51
5. Fall Into Sleep – 3:51
6. Rain. Sun. Gone. – 4:36
7. Choices – 8:05
8. Forget To Remember – 3:35
9. TV Radio – 3:26
10. Just – 3:00
11. All That You Are – 6:11
12. Pulling The String – 5:05